# Немачке колоније
Немачко колонијално царство је био скуп прекоморских колонија које је Немачко царство заузело крајем 19. века. Царством је тада владала династија Хоенцолерн. Формирање колонија је започело 1884. Немачко колонијално царство је званично нестало потписивањем Версајског мировног уговора 10. јануара 1919.

## Списак колонија
- Тоголанд (данас: Того и део Гане)
- Немачки Камерун (Камерун са делом данашње Нигерије)
- Немачка југозападна Африка (данас: Намибија)
- Немачка источна Африка (данас: Тангањика, Руанда и Бурунди)
- Немачка Нова Гвинеја (данас: северни део Папуа Нове Гвинеје и државе Микронезије)
- Немачка Самоа (данас: Самоа)
- Кјаучоу (данас: Цингтао у Кини)